# سهره طلایی اروپایی
سِهرِه طلایی اروپایی، (نام علمی: Carduelis carduelis) است.

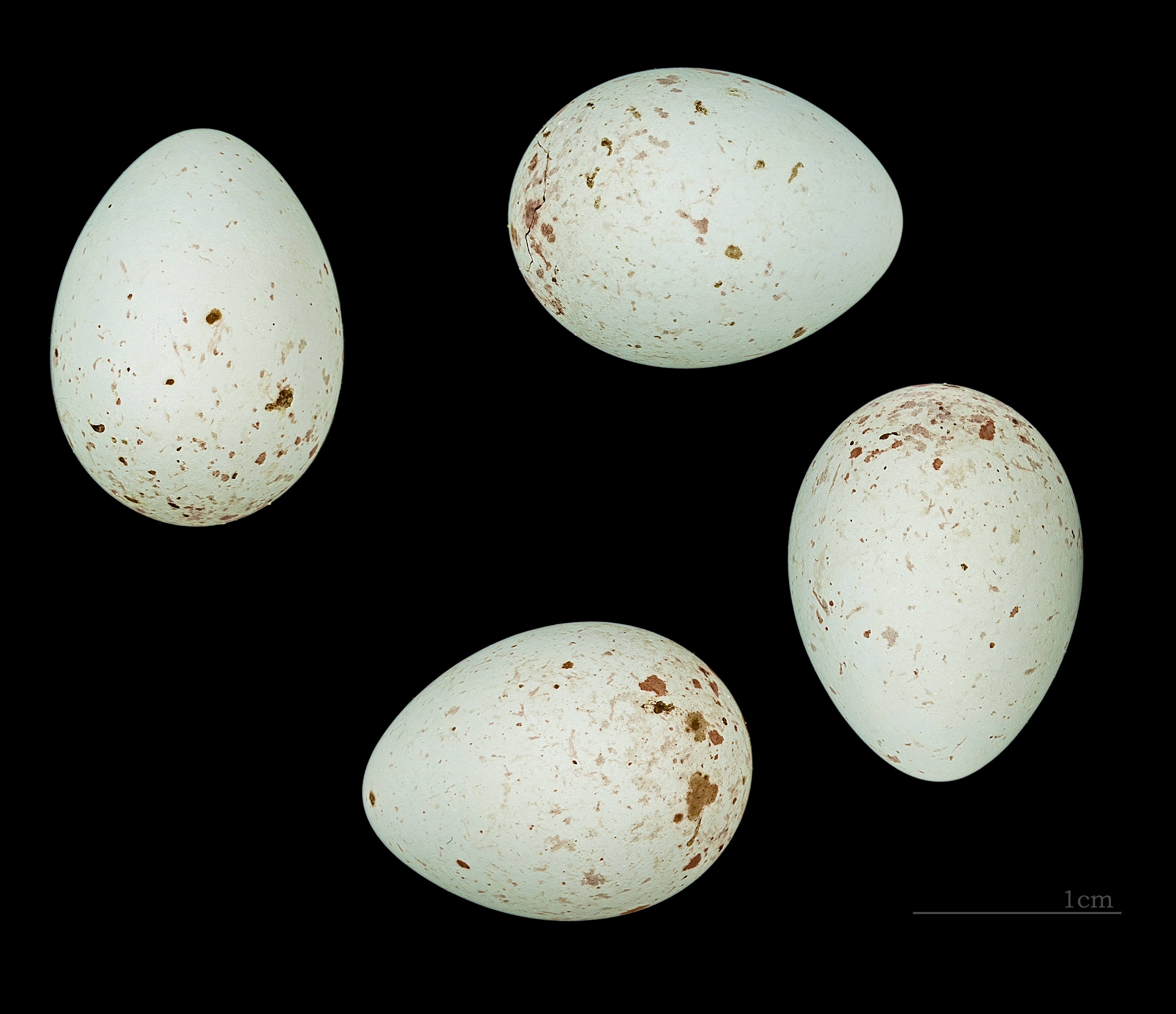
Carduelis carduelis carduelis

در کشورهای مختلف از این پرنده به عنوان پرنده آوازخوان استفاده می‌شود. همانند زیرگونه خود قناری (حتی سهره و قناری را باهم در قفس جفت می‌کنند تا دورگه‌ای زیبا، خوش‌آواز و با آوازی زیبا مانند قناری و طولانی مثل سهره) و به همین دلایل از طبیعت صید و زنده‌گیری می‌شوند که آسیب‌های زیادی به این پرنده و منطقه زیست این پرنده وارد می‌کند. سهره‌های مناطق مختلف شکل، اندازه و مخصوصاً آوازهای مختلفی دارند که این مورد باعث تفاوت قیمت پرنده مناطق مختلف می‌شود.
سهره‌های ایران به دو دسته طلایی (کرمانی) و سرسیاه هستند که آوازهای آنها باهم متفاوت است. آوای سهره کرمانی کمی سریع‌تر از نوع دیگر می‌باشد.

## ویژگی‌ها
سهره کرمانی نوک کشیده‌تر دارد و رنگ غالب بدن خاکی رنگ است و فر سینه کم است یا ندارد و سر این پرنده فقط گل قرمز دارد و خبری از سیاهی روی سر و سفیدی گونه نیست.
سهره سر سیاه رنگ بدن خاکی و سفید دارای پرهای فر روی سینه، شاهپر سیاه و رنگ زرد روی بال‌ها که بین سر سیاه و کرمانی مشابه هست و فقط اندازه و شدت رنگ ان فرق دارد.

## نوع زیست
زیرگونه ترکی آن niediecki در ترکیه، قبرس، خاور دور، شمال عراق تا کوه‌های زاگرس و جنوب ایران و همچنین در مصر پراکنده است و زمستان‌ها به سوی مناطق جنوبی تا صحرای سینا و مصر و شمال جزیره عرب مهاجرت می‌کند. زیرگونه ایرانی آن loudoni در استان آذربایجان وشمال ایران و جنوب دریای خزر زندگی می‌کند و در زمستان‌ها به مناطق میانه عراق وجنوب آن مهاجرت می‌کند.
این پرنده در طبیعت به صورت گروهی زندگی می‌کند که تعداد افراد این گروه‌ها گاهی به صد پرنده می‌رسد. این پرندگان در ماه‌های مه تا ژوئیه به جستجوی غذا و پناهگاه می‌باشد. یک تا دوبار در سال تخم می‌گذارد و لانه خود را در دره‌ها ویا لابه لای درختان کم ارتفاع و کوچک می‌گذارد و در هر بار ۴ تا ۵ تخم می‌گذارد. این پرنده از پرندگان مهاجر به‌شمار می‌رود.
سهره طلایی در محدوده گسترده‌ای از اروپای غربی، بریتانیا تا جزایر قناری و شمال آفریقا تا خاورمیانه و از ناحیه شرق تا ژاپن پراکنده است.
سهره طلایی یکی از محبوب‌ترین انواع سهره‌ها در اروپا به‌شمار می‌رود و این امر به علت رنگ‌آمیزی زیبا و نغمه‌های خوش این پرنده می‌باشد.